# Phil Wickham
Phil Wickham (ur. 5 kwietnia 1984 w San Diego) – amerykański piosenkarz i autor tekstów. Wykonawca współczesnej muzyki chrześcijańskiej.
Wychował się w domu chrześcijańskim, jego starszy brat Evan również jest muzykiem. Jego ojciec jest liderem uwielbienia w bezdenominacyjnym kościele ewangelicznym Maranatha Chapel, w San Diego.
Phil wydał swój pierwszy album z Simple Records w 2006 roku. Swoją drugą płytę „Cannons” (2007) utworzył zainspirowany książką C.S Lewisa „Opowieści z Narnii”. Na Christianity Today Wickham wyznał, że płyta stanowi „o tym jak cały wszechświat wybucha chwałą Boga i jak my sami powinniśmy być zachęcani aby czynić to samo”. Dziesiąty utwór tego albumu "Jesus Lord of Heaven" od momentu wydania został przetłumaczony na siedem języków.
Jego singiel This Is Amazing Grace był numerem 1 na liście utworów Christian Airplay w 2014 roku. W 2018 roku jego album Living Hope znalazł się na liście najlepiej sprzedających się albumów Billboard Comprehensive Albums.